# ВАЗ-1801
ВАЗ-1801 «Пони» — советская экспериментальная модель четырёхместного открытого электромобиля.
Была разработана для обслуживания парковых зон, курортов, выставок. Всего изготовлено два экземпляра, которые использовались по прямому назначению на выставке Автопром-84 в Москве.

## Конструкция и характеристики
Кузов стеклопластиковый, ходовая часть заимствована от ВАЗ-2108 с приводом на задние колёса. Аккумуляторы разнесены, установлены в контейнерах в передней части под капотом и в задке, общей массой 380 кг. Запас хода при скорости 40 км/ч составлял 140 км. Максимальная скорость достигала 90 км/ч, но в целях безопасности была ограничена до 70 км/ч. Электромобиль отличался очень хорошей управляемостью, за счёт низкого расположения центра тяжести как у багги мог закладывать крутые виражи.

## Нереализованные планы
Предполагался контракт на поставку ВАЗ-1801 с комплектацией французскими аккумуляторами для служб обслуживания строящегося тоннеля через Ла-Манш, однако быстро развернуть производство электромобилей у автозавода не было возможности.